# 里見岸雄
里見 岸雄（さとみ きしお、1897年3月17日 - 1974年4月18日）は、日本の思想家、人文学者、国体学者、法学者。国柱会を創設した田中智学の三男として東京で生まれ、のちに里見家へ養子に入る。日本国体学の創始者として知られ、戦前の言論に大きな影響を与えた。
1920年旧制早稲田大学哲学科卒業。1922年から1924年にかけて英独仏などに遊学し、帰朝後に里見日本文化学研究所を創立。1936年、日本国体学会を創立。後に立命館大学法学部教授に就任、法学博士号を同大より授与され、国体学科を創設。主任教授となる。
近年、戦前期の国家主義に関する研究が進む中、大谷栄一による近代日蓮主義運動史研究、大塚桂・昆野伸幸による政治思想史研究、林尚之による憲法学史研究などにおいて、その独自性が評価されつつある。現在も日本国体学会の『国体文化』で里見に関する研究が行われている。

## 略歴

### 幼少年時代から早稲田大学まで
里見岸雄は明治30(1897)年3月17日、国柱会の創始者である田中智学の三男として、東京都本所区本所横網（現・墨田区）に生れた。明治32年春から、当時田中が書斎としていた鎌倉要山の師子王文庫（香風園）で、母方の祖母と曾祖母に育てられ、百人一首や『孝経』を習う。明治36年、鎌倉師範学校付属小学校に通う。明治40年、藤沢の鵠沼小学校長小川礫三宅に預けられ、鵠沼小学校に転校。明治42年、中学へ入学を希望するが、父田中智学の反対に遭い、静岡県三保にあった国柱会の施設最勝閣で１年間の養生と厳しい修行に従事させられた。
同年、田中智学が行った夏季講習会の「本門戒壇論」「御製講義」で、田中が日本国体学を提唱したことが里見に大きく影響を与えた。また、明治43年14歳の時、田中智学の『日蓮聖人の教義』と大隈重信の『国民読本』を読み、思想的芽生えの土壌を与えられ、さらに明治44年、大逆事件の判決に縁して、田中の『大逆事件に於ける国民的反省』を読み、深い感動を覚え、日本国体学への関心をたかめた。
明治45（1912）年16歳で東京中野の日本済美中学校（系列は杉並区立済美養護学校のみ現存）に入学したが、在校中に担任教師と宗教で衝突。父田中は激怒し、退学を命じ、香風園で風呂たき等の雑役などの懲罰を課す。しかし失意の里見は、日蓮『諫暁八幡鈔』に「仏法必ず東土の日本より出づべき也」とあるのを読み、いつか必ず海外に雄飛して、日本国体の真義と日蓮主義の大思想を世界人類に宣布しようと決意した。
その後上京し、国柱会の書籍販売や印刷を取り扱う祐善堂に勤めることになり、次兄田中澤二（後、立憲養正会会長）と同居。大正3年1月から正則英語学校（現、正則学園高等学校）に編入。一日おきに徹夜の猛勉強を始め、大正5年4月、中学卒業試験に合格。ついで早稲田大学予科編入試験に合格。大正5年9月入学、大正6年9月、哲学科に進級。大正8年12月、卒業論文として「日蓮主義の新研究」を前例のない菊版の単行著作として提出。大正9年7月、24歳で首席で卒業。全学生の総代として大隈重信総長の面前で謝辞を述べた。

### 国体主義・日蓮思想の宣伝と渡欧留学
里見は、大正10年1月から翌年2月まで京阪神の国柱会支部を中心に、大小121回にわたる講演のほか、機関紙『天業民報』その他の雑誌の寄稿等の活動を展開した。里見の公演によって国柱会の京阪神三局の勢力は一挙に増大し、1,500円程の渡航費を得た。
　大正11年3月、国柱会『天業民報』に「外遊に際して」と題する短文を書き、更に4月23日、明治大学講堂で開かれた国柱会・田中智學の講演会で外遊送別式を挙行し、田中に「たとえ万一予死すとも、学成らずして帰国するを許さず、その際は、彼地において英語なりドイツ語なりで追弔講演をせよ」と訓示をうけた。大正11年5月3日、横浜港より出港し、6月28日にロンドンに到着。渡英後はロンドン郊外ハロウ・オン・ザ・ヒルに居住。間もなく、『日本文明の意義と実現』を、書肆キーガン・ポール社（現、Routledge社）から公刊。ロンドン大学、エディンバラ大学の教授らと親交した。さらに大正12年春にドイツに渡り、当時駐在武官として赴任していた石原莞爾らの協力を得て、独文『古代日本の理想主義とその発達』を公刊し、世界各国の皇帝、大統領、政治家、知識人、宗教家等に寄贈した。哲学博士ケーテフランケ(Frau Dr Käthe franke)らとの親交を経て、大正13年10月、神戸港に帰朝。

### 里見日本文化研究所の創立
里見は渡航前から研究所の設立を希望しており、資金調達のため行商宣伝を行った。田中智学はそれを讃え勧奨の辞を記すと共に金200円を寄付した。里見は、大正13年11月26日、湘南藤沢を皮切りに全国45カ所を巡講し、約2万円の設立準備金を達成し、12月、兵庫県六堪寺に「里見日本文化研究所」の仮看板を掲げた。
大正14年4月28日、開所式を挙行。日本語、英語、ドイツ語の創立宣言文を内外の代表機関に発送した。大正15年2月に機関誌『日本文化（現、国体文化）』を創刊。また、この時期に学的な成果として『日本国体学概論』を書き上げた。
昭和2年、兵庫県西宮宮西町に施設が落成。同年9月24日に落成式を挙行した。当時4階建て80坪の建物は、西宮の一偉観であった。

### マルクス主義思想・心情的国体論との対立と国体科学連盟結成
里見は西宮で国体論の人文社会学的研究の必要を提唱した。
大正から昭和にかけて、マルクス主義が台頭するとともに、従来の心情的国体論は無力化し、知識階級はもとより青年層全体の支持を失いかけていた。当時、国体論といえば、実践的にも理論的にも資本主義を擁護する主張であり、資本主義を否定するものは反国体的であると断定し、それに反対する社会主義者も、資本主義と国体とを区別しようとしていなかった。
里見は昭和2年12月の『日本文化』に「国体科学を提唱す」の一文を発表し、次々と研究成果を公表。昭和3年4月に刊行した『国体に対する疑惑』は、陸軍士官学校や官私立有名大学の学生たちが抱く国体に対する疑惑に対して解明を与え、当時一大センセーションを巻き起こした他、昭和4年11月アルス社から『天皇とプロレタリア』を公刊。この書は日本史上、天皇と無産階級が対立したことはなく、当時も全く対立していないことを示す内容であったが、100版突破の大ベストセラーとなり、文字通り洛陽の紙価を高からしめた。これらの活動により、里見の理性的な国体科学の活動は、全国民各層の注目するところとなった。
里見はマルクス主義を筆頭とする過激思想と、誤った国体論の撲滅せんとして、国内や朝鮮半島、満洲、支那にも足を延ばした。昭和3年、里見は地方巡講を行いつつ、共産主義勢力の脅威に対抗するには、国体科学の旗印のもとに団結し、街頭に進出する以外なし、と決意し、国体科学連盟を創立。そして機関誌「日本文化」を「国体科学」と改題。「社会新聞」を発行した。
国体科学連盟を通じて、大衆の中に橋頭保をつくりつつ、一方では国体問題の科学的解明に従事。その成果を『国体科学叢書』として刊行した。里見は第2巻『国体認識学』において、初めて法学理念としての天皇統治における「統治権」（未来への意志）と「統治実」（現状の実績）を分析した。
昭和3年11月、国体科学連盟は、新帝即位大典奉祝に合わせて、円山公園をはじめ京都市内数か所で三日間にわたり、果敢な言論戦を展開した。左右両翼の誤った国体論に対して痛烈な批判を展開する連盟の影響力は絶大で、会勢はとみに拡大した。
また、軍隊が“資本家の軍隊”であってはならないとして、「軍人勅諭」を軍隊内の解釈にまかせず、国体科学の立場で活釈することが急務と痛感し、昭和4年11月『軍人勅諭徹底解説』を刊行。日本軍内外に多大な反響を呼ぶなどしている。

### 天皇機関説事件・憲法論と日本国体学会創立
昭和6年11月、里見は活動の本拠を京都に移し、活動の主たる任務を、国体の人文社会科学的研究と、天皇論の理論的構成におくことを目指した。さらに研究所開設以来、里見の活動に期待する全国の同志らが、里見に対し結社の創設を希望。昭和７年２月、機関誌『社会と国体』を刊行する機会をとらえ、里見に結合を誓う国体主義同盟が誕生。
このころ、『天皇の科学的研究』『国体の学語史的管見』『天皇統治の研究』を刊行した。
また里見の研究は次第に憲法学に進み、『帝国憲法の国体学的研究』、『皇室典範の国体学的研究』を著わした。特に、後者を再校訂して昭和10年に『国体憲法学』と題し、出版して憲法学・法学界に影響を与えた。同年、日本を震撼させた天皇機関説事件が起った。里見は国体学的見地から、右翼の美濃部博士に対する攻撃の非論理性を鋭く批判するとともに、日本憲法学界における継受法学の矛盾を指摘して『天皇機関説の検討』を執筆、一万部を各方面に寄贈した。
さらに里見は、国体科学、国体憲法学の立場から、国民啓蒙の必要を痛感し「機関説撃つべくんば主体説共に撃つべし」の題下に、独自の国体明徴、憲法正解運動を全国に展開。溝淵大審院検事、桶田豊太郎九大教授、吉田一枝関大教授等と、憲法上の論争を行った。
昭和11年2月11日、里見の学問的使命の遂行を徹底化するため、国体主義同盟を改組し、日本国体学会を創立。創立奏上式を伊勢大廟前で挙行し、機関誌を『国体学雑誌』と改題。里見の憲法正解全国巡講と共に、日本国体学会の会勢は拡大した。さらに昭和12年４月、本拠を東京に移転。これを記念して、明治大学講堂で「日本国体学会創立一周年記念・日本国体学術大講演会」を開催。里見は、田中智學、山川智応博士に協力を要請し、田中智学門下空前絶後の大講演会を挙行。田中にとっては最後の公開講演となった。
里見が、東京移転後に公刊した数々の著作のうち、特筆すべきは『国体法乃研究』である。この書は、菊判1,218頁という大著で、主として帝国憲法第１条から第４条までの精緻な研究であった。佐々木惣一博士をはじめ学界から絶賛され、この書によって、昭和16年、里見は立命館大学から法学博士の学位を授与された。

### 立命館大学国体学科創設
昭和16年5月、里見は『国体法の研究』を読んで感銘した、立命館大学の中川小十郎総長の懇請を受けて、立命館大学に憲法講座を担任。中川総長は翌年、里見に国体学科新設を要望、主任教授を依頼した。しかし文部省は、国体が学問になるか否か疑問だとして、なかなか許可しなかった。そこで里見は、文部省担当課長、局長に面談し、講義内容の「国体学式目要綱試案」を提示説得し解決した。かくして大学機関に初めて国体学科という学科が誕生した。
一方、里見の学説や主張を不敬であるとする心情的国体論者や右翼から、里見を排撃しようという激しい批判が起こり、昭和18年が頂点となった。

### 『日本国体学』執筆とアジア太平洋戦争敗戦
里見は自身の学問の集大成である『日本国体学』を執筆するために、昭和18年11月に伊勢神宮や橿原神宮で寄稿式を行い執筆に取り掛かったが、ちょうどアジア太平洋戦争の本土空襲が本格的始まった。空襲警報が発令されると里見は、書きかけの原稿用紙に発令日時を記入、書庫を振り返りつつ避難し、解除になると直ちに戻り、解除の時刻を記入して執筆にかかった。
そして疎開先の秋田県扇田町において、昭和20年8月15日、玉音放送を拝した。翌日16日、里見は直ちに「総裁非常訓辞」を執筆。
「わが大日本帝国は2600年にして真の国体顕現の歴史に入れり、転禍為福の妙機蓋し此時に在り……熱涙の中に国体を凝視せよ。焼土の中より正義護国の大道念を燃えあがらせよ」と全国の同志に発送。
18日、扇田における例月国体学講座を救国再建の第一声として「熱涙の中に国体の大義を凝視せよ」の題下に講演を計画し、25日夜開催。これを伝え聞いた町民は、立錐の余地なきほど参集。里見は、憂国の熱弁によって、失意のどん底にあった町民に光明と勇気を与えた。
物心共に興廃し、共産主義と民主主義の風潮に覆われていた日本をいかに再興すべきかという問いは、里見の念頭を去ることがなかった。機関誌復興に向けて努力の傍ら、他誌を通じて救国の筆を振い、『天皇と共産党』『科学的国体論』『唯物弁証法と生命弁証法』の単行著作を公刊して文筆を続け、昭和22年３月『国体戦線』を復刊した。しかし、占領軍最高司令部から公職追放され、言論弾圧なども受けている。
昭和23年3月17日、里見は、大著『日本国体学』全13巻、総紙数35,000枚を脱稿。全国同志の参集を得て、4月3日神武天皇祭にあたり、神武天皇陵前で日本国体学大成奉告式を挙行した。
その後、里見は救国再建と会勢の拡大をはかるべく、昭和23年8月、西部巡講を皮切りに、年々歳々、継続的、波状的な全国巡講を開始した。巡行は幾十回に及び、一回70日に及ぶこともあり、最も多い講演回数は年100回を数えた。

### 憲法改正運動と「大日本国憲法案」
昭和26年、活動を再開した里見は、9月23日、中央大学講堂で「独立日本の決意」と題し講演した。さらに、当面の急務たる問題を機関誌で次々と論評。昭和27年2月『日本国憲法改正案』、3月『三笠宮に捧げる公開状』、4月『天皇の退位と基本的人権』、5月『マッカーサーの功罪を論ず』等々で各界を啓発。中でも『日本国憲法改正論』は、1万部を国会議員、政府要員、各方面知名人に寄贈したが、世の改正論のトップを切ったものである。その後里見は、憲法改正、皇室典範改正の悲願に燃えた運動を展開した。

### 『闘魂風雪七十年』と『天皇法の研究』
昭和40年11月、里見は戦前、戦中、戦後を一貫して国体の学術体系樹立とその宣揚のため、あらゆる苦難と戦い抜いた70年の歴史を自伝『闘魂風雪七十年』として刊行し、一代の活動に一応の区切りをつけた。その後、『国体法の研究』に日本国憲法の天皇法を加え『天皇法の研究』として発刊した。

### 死没
昭和49年4月、里見は里見日本文化学研究所創立50周年記念文篇として『聖徳太子』を脱稿。4月8日、聖徳太子廟に報恩謝徳の参拝をすませ、途中熱海に静養の後、11日帰宅したが、にわかに発病。4月17日夜半に急変を告げ、日赤病院に入院、集中治療室で加療、4月18日死去。享年78歳。

## 人物
国体を政治体制や国民性と同一視するのではなく、そうしたものの基層に存在する「基本社会」＝民族生命体系と見なす観点から、支那や西洋との比較研究や、石器時代・神話時代・史話時代・初期歴史時代を通じて生成過程を辿るなど、人文・社会科学知見も取り入れた日本国体論を特徴とした。
紀元節問題では紀元節復活論者であり、科学的根拠に欠けるとして復活に批判的であった三笠宮崇仁親王に対し激しい批判を展開した。
1956年に国柱会と袂を分かつ形で宗教団体・立正教団を創始した。立正教団は1959年に宗教法人認証。立正安国主義の拠点として、徹底的な在家主義をとる。里見の死後、小久保順三・溝口廣之助を経て河本學嗣郎に継承されている。

## 著書
- 日蓮主義の新研究 国柱産業書籍部, 1919
- 日蓮上人聖典の新解釈 天業民報社, 1920
- 人間としての日蓮聖人 大同館書店, 1920
- 日蓮聖人の宗教と其実践 平楽寺書店, 1921
- 国民生活の批判と建設 創造社出版部, 1921
- 将来の宗教日蓮主義 創造社出版部, 1921
- 法華経の研究 平楽寺書店, 1924
- 古代日本の理想主義と其発達 里見日本文化研究所出版部, 1925
- 西洋人のあばたとえくぼ 里見日本文化研究所出版部, 1925
- 日本国体学概論 里見日本文化研究所出版部, 1926
- 国体政治 里見日本文化研究所出版部, 1927
- 思索と旅 里見研究所出版部, 1927
- 国体に対する疑惑 里見研究所出版部, 1928
- 昭憲皇太后御歌百講 里見研究所出版部, 1928
- 国体科学叢書 第2巻国体認識学 国体科学社, 1929
- 国体科学叢書 第3巻　国体宗教批判学 国体科学社, 1929
- 天皇とプロレタリア アルス, 1929
- 日蓮は甦る 国体科学社, 1929
- 軍人勅諭徹底解説 里見研究所, 1929
- 科学的国体主義 里見研究所出版部, 1929
- 国体科学叢書 第1巻 国体科学概論 国体科学社, 1930
- 国体科学叢書 第12巻 社会科学検討 国体科学社, 1930
- 思想的嵐を突破して 教育勅語徹底解説 アルス, 1930
- 日本前史を終る アルス, 1930
- 国体意識の更新 里見研究所出版部, 1930
- 日本社会科学 春秋社, 1931
- 吼えろ日蓮 春秋社, 1931
- 国体より社会を観る 里見研究所出版部 1932 (里見研究所パンフレツト)
- 天皇の科学的研究 先進社 1932
- 国体の学語史的管見 里見研究所出版部, 1933
- 帝国憲法の国体学的研究 里見研究所出版部, 1934
- 天皇機関説問題知見補遺 里見日本文化学研究所, 1935
- 国体憲法学 二松堂, 1935
- 日本社会の国体的改造 里見日本文化学研究所, 1935
- 国体の研究法 一般大衆の達意的研究法大要 里見日本文化学研究所 1935
- 国体明徴と憲法正解 里見日本文化学研究所, 1936
- 帝国憲法新講 通俗正解国体明徴 二松堂, 1936
- 国体と文化 日本文化理解の民族的基礎 精華会本部, 1936
- 支那征討の目的と覚悟 日本国体学会, 1937
- 国体法の研究 天皇は統治権・実の主体にして権利の総攬者たるを論ず 錦正社, 1938
- 国体憲法講義 錦正社 1938
- 軍人勅諭玄理 陸軍予科士官学校教官に対する講演 里見日本文化学研究所 1939
- 国体科学研究 第1－2刊 錦正社 1939－41
- 里見日本文化学研究所論叢 第2 中世の国体思想 錦正社, 1939
- 日本政治の国体的構造 日本評論社, 1939
- 田中智学の国体開顕 錦正社, 1940
- 八紘一宇 東亜新秩序と日本国体 錦正社, 1940
- 日本興廃の前夜 春秋社, 1941
- 日本国体学概説 洛陽書院, 1941
- 日本法理叢書 第7輯 帝国憲法の国体的法理 日本法理研究会, 1941
- 皇道か王道か 東亜聯盟協会, 1941
- 中等日本国体読本 錦正社, 1941
- 軍人勅諭入門 錦正社, 1942
- 里見日本文化学研究所論叢 第4 実践国体学 錦正社 1942
- 国体学入門 錦正社 1942 (里見日本文化学研究所論叢)
- 帝国憲法概論 立命館出版部, 1942
- 日本国体と王道 皇道論 新太陽社, 1943
- 行旅想心 一条書房, 1943
- 科学的国体論 国体科学入門 真日本社 1947
- 唯物弁証法と生命弁証法 真日本社 1948
- 日本国体学(国体科学大系) 第1巻 日本国体学刊行会, 1950
- 天皇? 北辰社 1953
- 混乱民主主義問答 国体科学問答 大乗出版社 1953
- 日本の民主主義 北辰社, 1954
- 日本国憲法の批判 北辰社, 1954
- 日教組と革命 北辰社, 1954
- 憲法座談 日本国体学会, 1958
- 天皇及三笠宮問題 錦正社, 1960
- 日蓮・その人と思想 錦正社, 1960
- 支那の王道論 里見日本文化学研究所 1960－63 (里見日本文化学研究所学報)
- 万世一系の天皇 主として国体学的考察 錦正社 1961
- 日本国の憲法 特に天皇問題を中心として 錦正社 1962
- 憲法と神社 錦正社, 1962
- 討論天皇 帝都日日新聞社, 1962
- 憲法・典範改正案 錦正社, 1964
- 紀記建国篇 大窪梅子共編 錦正社, 1964
- 法華経十話 錦正社, 1964
- 教育勅語か革命民語か 教育勅語の問題を廻る対決 錦正社 1965
- 闘魂風雪七十年 明治・大正・昭和三代体験史 錦正社 1965
- 公明・創価早わかり 綿正社, 1967
- 明治天皇 錦正社, 1968
- 聖徳太子 特に和の憲法を中心として 里見日本文化学研究所, 1974
- 里見岸雄論文集 1 展転社 1986
- 天皇とは何か 展転社, 1989
- 国体思想史 展転社, 1992
- 国体学創建史 上 展転社, 2006
- 国体学創建史 下 展転社, 2006
- 国体論史 上 展転社, 2009
- 国体論史 下 展転社, 2009
- 新版明治天皇 錦正社, 2013

## 論文
- 国立情報学研究所収録論文 国立情報学研究所